# Tony Sly
Tony Sly, né le 4 novembre 1970 sous le nom Anthony James Sly, était le chanteur et guitariste du groupe de punk rock américain No Use for a Name décédé le 31 juillet 2012. Il avait alors récemment entamé une carrière acoustique à travers 2 albums avec le chanteur du groupe Lagwagon, Joey Cape, et 2 albums solo. Sa mort a été annoncée par le label du groupe, Fat Wreck Chords.

## Avec No Use For A Name
Tony Sly a rejoint le groupe en 1989, à la guitare mélodique et au chant. Si leurs premiers albums, Incognito et Don't Miss The Train, ont un son proche du punk hardcore, leur style change progressivement à partir de leur troisième album, ¡Leche Con Carne!, qui sera le premier publié chez le label Fat Wreck Chords. Leur style commence à ressembler du skate punk, proche d'un punk rock plus traditionnel. En 1993, Chris Dodge étant remplacé par Robin Pfefer au rôle de second guitariste, Tony passe du rôle de guitariste mélodique à celui de guitariste rythmique, lui permettant d'être plus efficace au chant.
Le groupe commence à connaître du succès avec cet album ; le clip de la chanson Soulmate sera diffusé sur MTV. S'ensuivent les albums Making Friends en 1997, More Betterness! en 1999 et Hard Rock Bottom en 2002. En 2005, l'album Keep Them Confused marque le début d'un engagement politique pour le groupe. Le dernier album studio du groupe sera The Feel Good Record Of The Year, en 2008.
À la sortie de son album solo Sad Bear en 2011, Tony Sly se déclarait "prêt à écrire des chansons de punk rock".

### Discographie
- Let 'Em Out! (EP), 1990
- Incognito (Album), 1990
- Don't Miss The Train (Album), 23 octobre 1992
- Death Doesn't Care (EP), 1993
- The Daily Grind (EP), 1993
- ¡Leche Con Carne! (Album), 15 février 1995
- Making Friends (Album), 19 août 1997
- More Betterness! (Album), 5 octobre 1999
- Live in a Dive (Album live), 11 septembre 2001
- Hard Rock Bottom (Album), 16 juin 2002
- Keep Them Confused (Album), 14 juin 2005
- The Feel Good Record Of The Year (Album), 1er avril 2008

## Avec lesScorpios
En 2011, Tony Sly lance avec d'autres musiciens punk rock un groupe de rock indépendant : Scorpios, où il joue de la guitare acoustique et où il chante. Leur album du même nom est sorti le 1er septembre 2011.

### Discographie
- Scorpios (Album), 1er septembre 2011

## En solo
Tony Sly sortit en 2004 un album de musique acoustique avec Joey Cape, chanteur du groupe Lagwagon : Acoustic. Chacun des chanteurs y reprit des chansons de leur groupe respectif. En 2009, Tony part en tournée acoustique en solo. Il en ressort l'album 12 Song Program, publié en 2010 chez Fat Wreck Chords. L'année d'après sort son second album solo, Sad Bear.
En 2012, il sort un second album acoustique avec Joey Cape, intitulé Acoustic: Volume Two, selon le même concept de reprises que le premier.

### Discographie
- Acoustic (Album), 18 mai 2004
- 12 Song Program (Album), 16 février 2010
- Sad Bear (Album), 11 octobre 2011
- Acoustic: Volume Two (Album), 19 juin 2012